# 사비우
사비우 보르톨리니 피멘테우(포르투갈어: Sávio Bortolini Pimentel, 1974년 1월 9일, 빌라 벨랴 ~)는 줄여서 사비우(포르투갈어: Sávio ˈsavi̯u[*])로 알려진 브라질의 전직 축구 선수로, 현역 시절 좌측 미드필더로 활약하였다.
금발 천사(Anjo Loiro)나 금발 악마(Diabo Loiro)로 수식되었던 그는 현역 시절 대부분을 스페인에서 보냈는데, 레알 마드리드 소속으로 4년 반을 보냈고, 4개 구단 소속으로 도합 300번이 넘는 경기에 출전했다.
1990년대 중후반에 브라질 국가대표팀에서 활약하던 사비우는 1996년 하계 올림픽에 자국을 대표로 출전한 적도 있다.

## 클럽 경력

### 플라멩구에서 레알 마드리드로
이스피리투 산투 주 빌라 벨랴 출신인 사비우는 데스포르치바 카피샤바 유소년부에서 축구를 시작했다. 성인 무대 신고식을 치르기 전, 그는 히우 지 자네이루의 플라멩구로 이적해 프로 무대 첫 경기를 뛰었다.– 그는 훌륭한 축구 실력 외에도 가냘픈 체구로 인해 지쿠의 재림이라는 별명이 붙었다.
1995년, 플라멩구 100주년 행사에서, 사비우는 폭발력으로 충만한 호마리우와 이드문두와 나란히 출전했다. 그는 호마리우와 싸운 후 1998년에 레알 마드리드로 이적하였고, 라 리가 거함의 일원으로 3차례 챔피언스리그 우승과 2001년 리그 우승을 경험했다. 2002-03 시즌, 그는 프랑스의 보르도로 임대되었다.

### 사라고사에서 플라멩구로
이듬해, 사비우는 스페인으로 복귀해 사라고사의 주축 선수로 3년 활약했다. 1년차에는 아라곤 연고 구단 일원으로 코파 델 레이 우승을 거두었는데, 결승전에서 레알 마드리드를 이겼다. 2년차에는 개인 역대 최다인 리그 10골을 기록했다.
2006년 5월, 사비우는 플라멩구로 2007년 12월까지 계약하고 자유이적하여 브라질 무대에 복귀했다. 그러나, 이듬해 1월 5일에 그는 스페인의 레알 소시에다드로 이적해 같은 달 21일에 발렌시아를 상대로 스페인 무대 복귀전을 치렀다. 6월 말, 바스크 연고 구단이 강등되면서, 그는 또다른 1부 리그 구단 레반테로 이적하여 이듬해 1월까지 출전했는데, 그는 급여 체불로 다수 동료들과 구단을 떠났다.

### 말년
브라질 친정 데스포르치바 카피샤바에서 잠깐 머문 후, 사비우는 2008년 8월에 키프로스의 아노르토시스와 계약하여 2008-09 시즌 챔피언스리그 경기에 출전했다. 2010년 1월, 36세의 사비우는 자국에 복귀해 아바이에 입단했다.
산타 카타리나 연고 구단에서 몇 달 활약한 사비우는 2010년 말에 은퇴했다.

## 경력 통계

### 클럽
| 구단                 | 시즌                 | 리그                 | 리그 | 리그 | 컵   | 컵 | 대륙 | 대륙 | 합계 | 합계 |
| 구단                 | 시즌                 | 리그명               | 출장 | 골   | 출장 | 골 | 출장 | 골   | 출장 | 골   |
| -------------------- | -------------------- | -------------------- | ---- | ---- | ---- | -- | ---- | ---- | ---- | ---- |
| 레알 마드리드        | 1997–98              | 라 리가              | 12   | 3    | 1    | 0  | 2    | 0    | 15   | 3    |
| 레알 마드리드        | 1998–99              | 라 리가              | 34   | 6    | 6    | 1  | 7    | 3    | 49   | 10   |
| 레알 마드리드        | 1999–00              | 라 리가              | 25   | 4    | 2    | 0  | 11   | 4    | 42   | 9    |
| 레알 마드리드        | 2000–01              | 라 리가              | 26   | 3    | 1    | 1  | 11   | 1    | 40   | 5    |
| 레알 마드리드        | 2001–02              | 라 리가              | 8    | 0    | 1    | 1  | 4    | 2    | 14   | 3    |
| 레알 마드리드 합계   | 레알 마드리드 합계   | 레알 마드리드 합계   | 105  | 16   | 11   | 3  | 35   | 10   | 160  | 30   |
| 보르도               | 2002–03              | 리그 1               | 27   | 7    | 5    | 2  | 4    | 1    | 36   | 10   |
| 보르도 합계          | 보르도 합계          | 보르도 합계          | 27   | 7    | 5    | 2  | 4    | 1    | 36   | 10   |
| 사라고사             | 2003–04              | 라 리가              | 29   | 2    | 5    | 1  | 0    | 0    | 34   | 3    |
| 사라고사             | 2004–05              | 라 리가              | 36   | 10   | 1    | 0  | 10   | 4    | 47   | 14   |
| 사라고사             | 2005–06              | 라 리가              | 30   | 4    | 2    | 0  | 0    | 0    | 32   | 4    |
| 사라고사 합계        | 사라고사 합계        | 사라고사 합계        | 95   | 16   | 8    | 1  | 10   | 4    | 113  | 21   |
| 레알 소시에다드      | 2006–07              | 라 리가              | 19   | 5    | 0    | 0  | 0    | 0    | 19   | 5    |
| 레알 소시에다드 합계 | 레알 소시에다드 합계 | 레알 소시에다드 합계 | 19   | 5    | 0    | 0  | 0    | 0    | 19   | 5    |
| 레반테               | 2007–08              | 라 리가              | 12   | 0    | 0    | 0  | 0    | 0    | 12   | 0    |
| 레반테 합계          | 레반테 합계          | 레반테 합계          | 12   | 0    | 0    | 0  | 0    | 0    | 12   | 0    |
| 아노르토시스         | 2008–09              | 키프로스 1부 리그    | 16   | 4    | 0    | 0  | 4    | 1    | 20   | 5    |
| 아노르토시스 합계    | 아노르토시스 합계    | 아노르토시스 합계    | 16   | 4    | 0    | 0  | 4    | 1    | 20   | 5    |

- 1 1998년 인터콘티넨털컵 1경기, 1998년 UEFA 슈퍼컵 1경기 출장 기록 포함.
- 2 2000년 클럽 세계 선수권 대회 1경기 출장 기록 포함.
- 3 2000년 인터콘티넨털컵 1경기, 2000년 UEFA 슈퍼컵 1경기 출장 기록 포함.
- 4 수페르코파 데 에스파냐 2001 1경기 출장 기록 포함.

## 국가대표팀 경력
월드컵 최종 명단에 이름을 올린 적이 없는 사비우는 브라질 국가대표팀 일원으로 1995년 코파 아메리카에 참가했는데, 브라질은 이 대회에서 우루과이에 승부차기 끝에 패했다. 그는 애틀랜타에서 열린 1996년 하계 올림픽에 참가하여 동메달을 목에 건 이력이 있고, 성인 국가대표팀 경기에 도합 21번 출전하여 4골을 넣었다.

## 수상

### 클럽
플라멩구
- 캄페오나투 브라질레이루 세리이 A: 1992
- 캄페오나투 카리오카: 1996
- 코파 데 오로: 1996
- 코파 두 브라지우: 2006

레알 마드리드
- 라 리가: 2000–01
- 수페르코파 데 에스파냐: 2001
- 챔피언스리그: 1997–98, 1999–2000, 2001–02
- 인터콘티넨털컵: 1998
- UEFA 슈퍼컵: 2002

사라고사
- 코파 델 레이: 2003–04
- 수페르코파 데 에스파냐: 2004

데스포르치바 카피샤바
- 코파 이스피리투 산투: 2008

아바이
- 캄페오나투 카타리넨시: 2010

### 국가대표팀
브라질
- 하계 올림픽 동메달: 1996

### 개인
- 코파 데 오로 득점왕: 1996